# Haverö kyrka
Haverö kyrka är en kyrkobyggnad som ligger på en halvö i sjön Havern. Den är församlingskyrka i Borgsjö-Haverö församling i Härnösands stift.

## Kyrkobyggnaden
Platsen där kyrkan ligger är Norrlands äldsta dokumenterade kyrkplats. Redan 1273 omnämns en kyrka i Haverö.
Nuvarande kyrkobyggnad uppfördes omkring 1850 på samma plats där det tidigare fanns en stenkyrka. Delar av den tidigare kyrkan som revs på 1840-talet ingår i nuvarande kyrkas sakristia. Under sakristian finns ett museum som rymmer flera av kyrkans äldre inventarier.

## Inventarier
- I kyrkan finns en guldskimrande träskulptur från medeltiden som föreställer ärkeängeln Mikael i strid med draken. Troligen är det den äldsta bevarade Mikaelsbilden i Sverige. Den tillverkades i Köln omkring år 1200.
- Ett rökelsekar från 1300-talet finns i ett fönster i sakristian.
- En blå mässhake härstammar från 1400-talet.
- I kyrkan finns också en björnskinnsfäll som har legat framför altaret. Björnen sköts en pingst av folk på väg till kyrkan. Annandag Pingst höll församlingsborna kalas på köttet. Halva skinnet tillföll banemannen, medan andra halvan tillföll kyrkan.
- Dopfunten är av marmor och skänktes 1923 till kyrkan av dåvarande kyrkoherde P. J. Söderberg. Dennes bror Erik Natanael Söderberg ligger begraven norr om kyrkan.

## Omgivning
Söder om kyrkan ligger ett 5 meter högt flyttblock som kallas Havra häll. Före nuvarande kyrkas tillkomst var den gränssten mot Norge. Ännu tidigare lär den ha använts som offersten då här fanns en hednisk offerplats.

## Bildgalleri

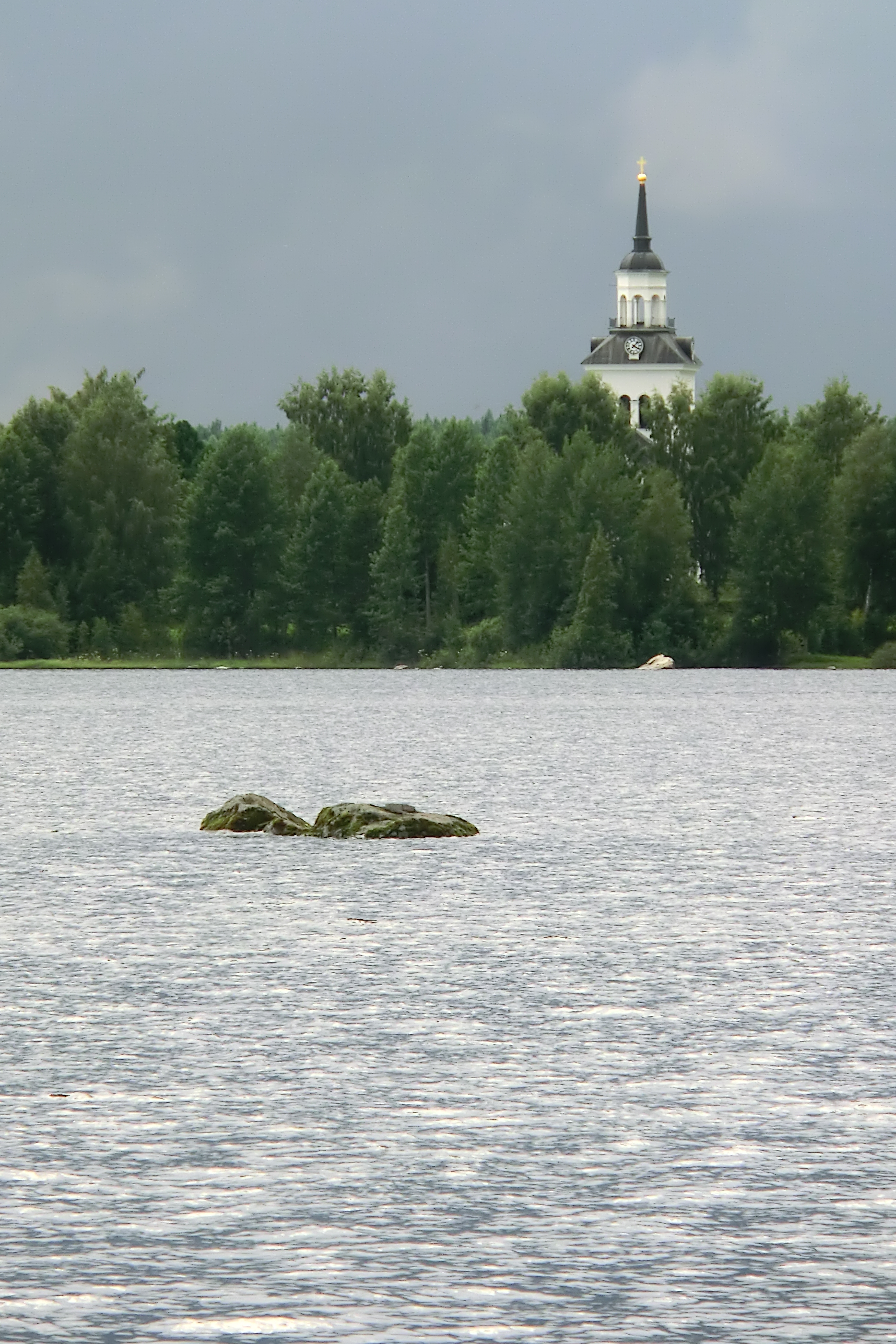
Utsikt mot kyrkan från S:t Olofs sten, ett flyttblock i Kyrksjön
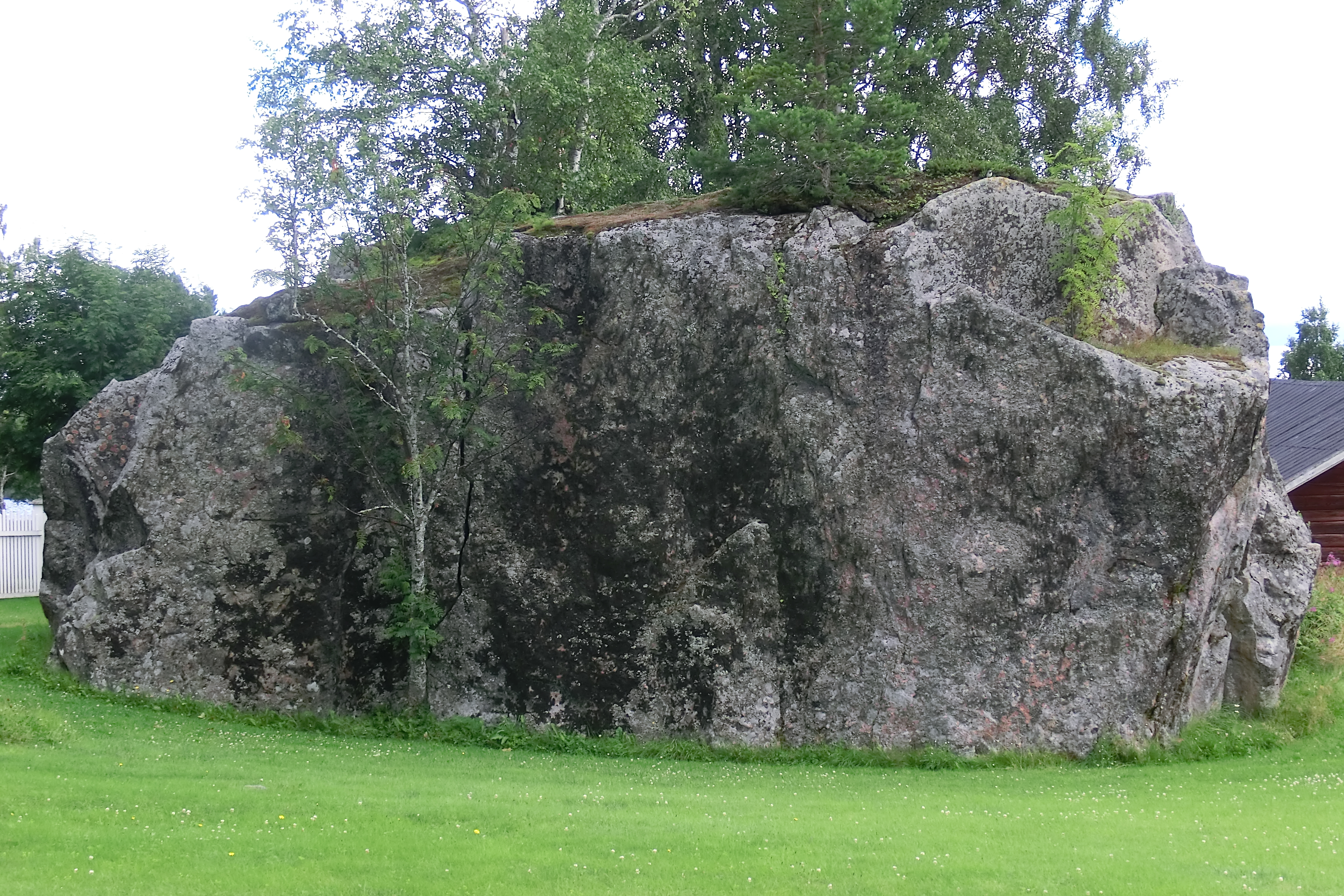
Havra häll
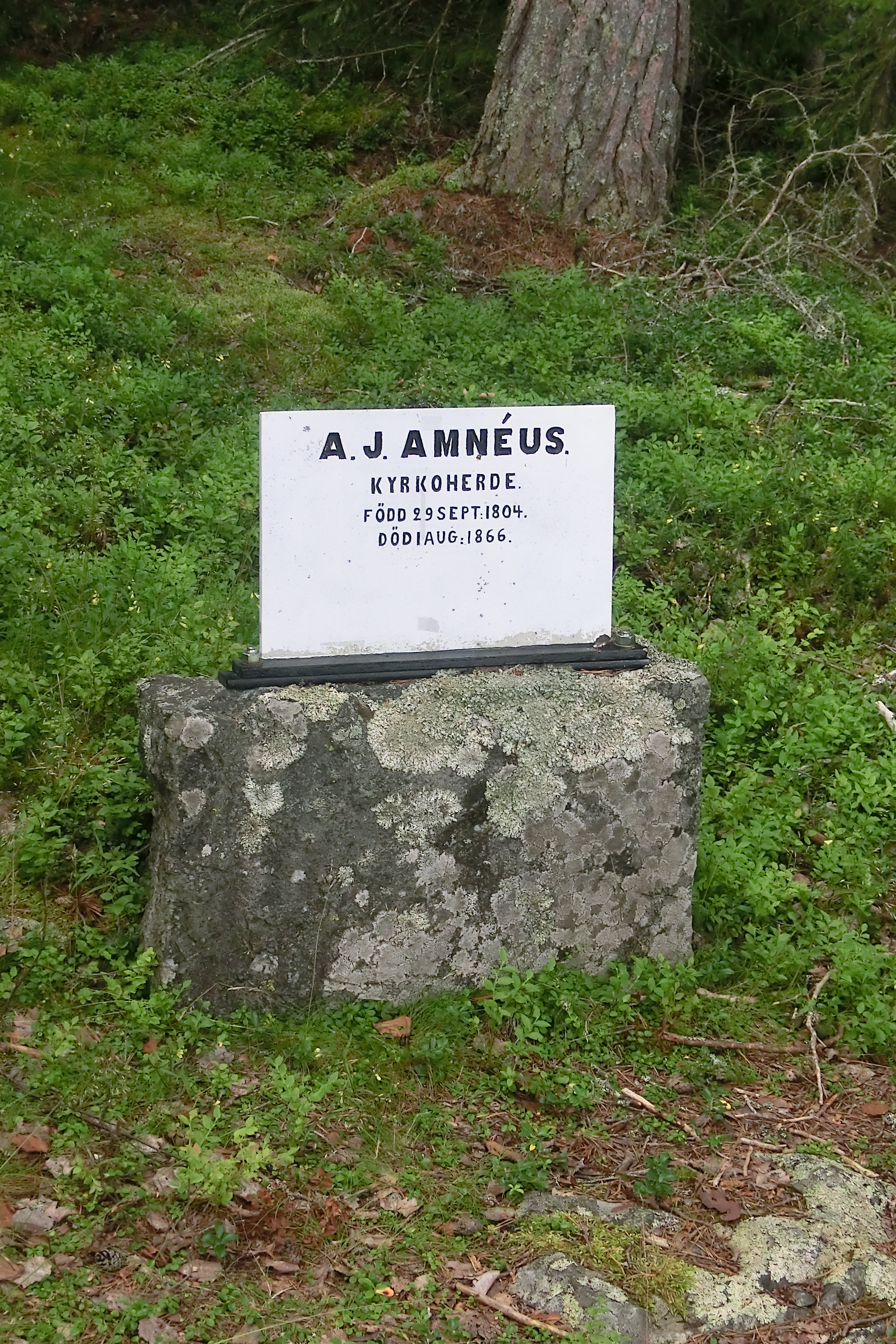
Minnessten över A.J. Amnéus, vid Haverö strömmar

### Webbkällor
- Mer om Haverö kyrka från Svenska kyrkan.
- Härnösands Stifts Herdaminne av L. Bygdén